# Justicia carthagenensis
Justicia carthagenensis es una especie de planta herbácea, perteneciente a la familia de las acantáceas. Se encuentra desde México a Sudamérica. 

## Descripción
Son hierbas  o plantas sufruticosas que alcanzan hasta 1.5 m de alto. Los tallos jóvenes son cuadrangulares y canaliculados. Las hojas son ovadas, elíptico-ovadas u ocasionalmente lanceoladas, con el ápice acuminado, base atenuada; con pecíolos de 0.5–2.5 cm de largo. Las inflorescencias son espigas terminales y axilares, frecuentemente en fascículos de 2 o 3, brácteas imbricadas, oblongo-espatuladas a espatuladas; sépalos 5, linear-lanceolados, 8–15 mm de largo, puberulentos, ciliados; corola 24–35 mm de largo, escasa y menudamente pubérula por fuera, rosado-purpúrea. Frutos de 13–17 mm de largo, pubérulos.

## Distribución
Esta especie es común en áreas alteradas desde México a Sudamérica. Esta especie exhibe una variación considerable en caracteres tales como el largo de la corola además de la forma y la pubescencia de las brácteas, las hojas y el cáliz.

## Taxonomía
Justicia carthagenensis fue descrita por Nikolaus Joseph von Jacquin y publicado en Enumeratio Systematica Plantarum, quas in insulis Caribaeis 11. 1760.
Etimología
Justicia: nombre genérico otorgado en honor de James Justice (1730-1763), horticultor escocés.
carthagenensis: epíteto geográfico que alude a la localización de la especie tipo cerca de Cartagena de Indias, Colombia.
Sinonimia
- Adhatoda carthaginensis (Jacq.) Nees
- Adhatoda felisbertiana Nees
- Beloperone carthaginensis (Jacq.) Benth. & Hook.f.
- Beloperone pulchella Linden
- Beloperone violacea Planch. & Linden
- Ecbolium carthaginense (Jacq.) Kuntze
- Ecbolium felisbertianum (Nees) Kuntze
- Ecbolium heterantherum Kuntze
- Justicia charthaginensis L.
- Justicia corynimorpha D.N.Gibson
- Justicia lindenii T.Anderson
- Orthotactus felisbertianus Nees[3]